# Déianeira

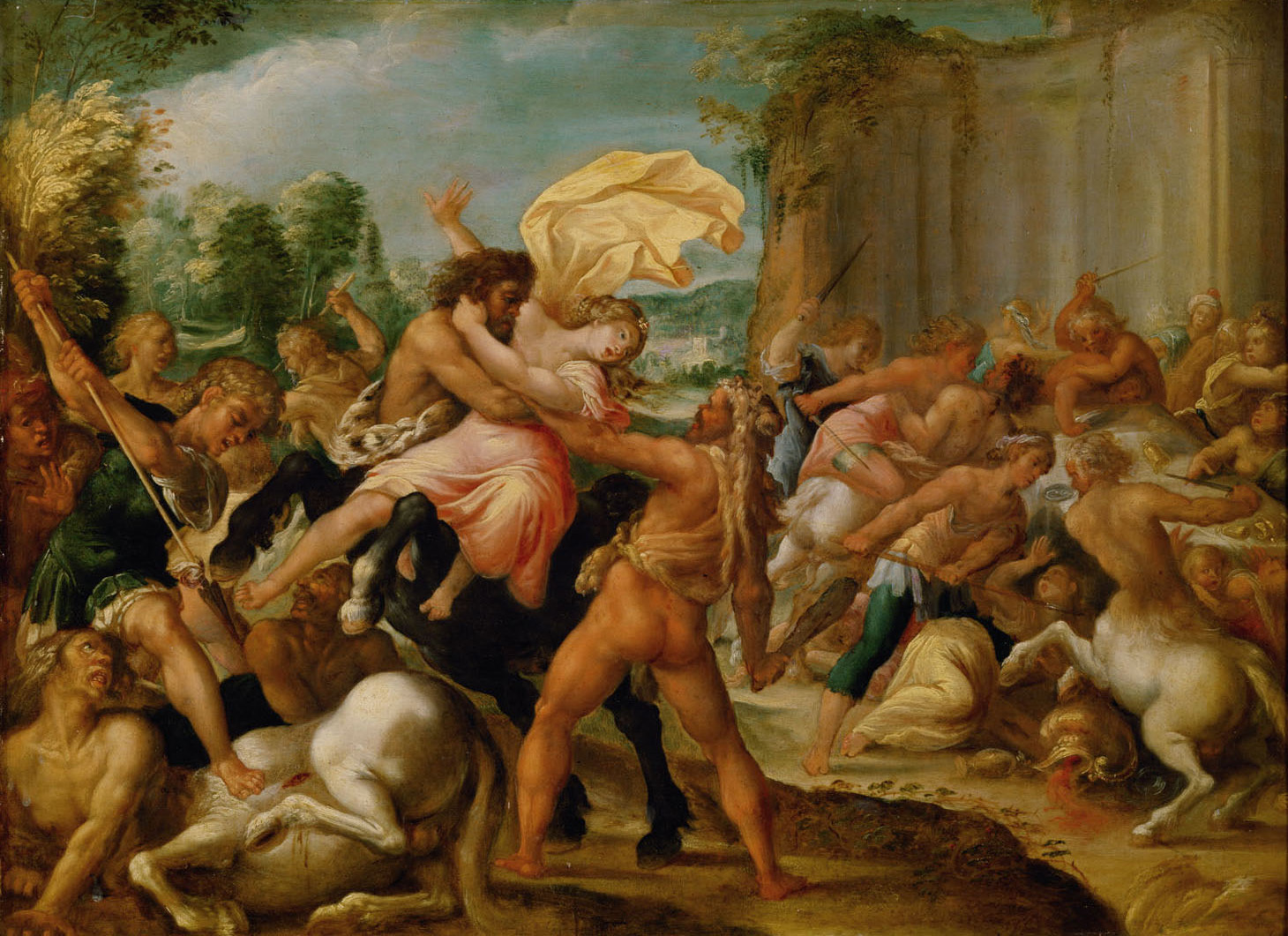
Hérakles, Déianeira a Kentaur Nessos (Hans Rottenhammer)

Déianeira (řecky Δῃάνειρα, latinsky Deianira) je v řecké mytologii dcerou kalydónského krále Oinea a jeho manželky Althaie. Byla druhou manželkou největšího řeckého reka Hérakla. Déianeira měla čtyři bratry, Meleagra, Toxea, Thyrea a Klymena a sestru Gorge. Její otec Oineás proslavil Kalydón velkými lovy. Do mýtů vešel hon na kalydónského kance, zvíře, které do kraje poslala bohyně lovu Artemis, když jí tam nebyla předtím prokázána náležitá úcta. Lov měl tragické následky.

## S Herkulem
Déianeira se stala druhou ženou Hérakla poté, co svou první manželku Megaru přenechal svému synovci a příteli Ioláovi, který o ni pečoval v době, kdy Héraklés plnil dvanáct úkolů, uložených králem Eurystheem. Po této těžké službě, která trvala několik let, se Héraklés rozhlížel po nové manželce. Líbila se mu krásná rusovlasá Iola, dcera oichalského krále Euryta, o kterou soutěžil v lukostřelbě. Když však zvítězil i nad jejím otcem Eurytom, který ho lukostřelbě učil, Eurytos považoval za urážku, že ho převýšil jeho vlastní žák a potupně ho vyhnal.
Nakonec Héraklés našel svou novou manželku Déianeiru v Kalydónu a musel si ji vybojovat v těžkém souboji s druhým nápadníkem – říčním bohem Achelóem, který mohl měnit svou podobu, ale Hérakles ho v těžkém souboji přemohl. Poté novomanželé opustili Kalydón a putovali do Héraklova města Tírynthu. Cestou se však odehrála událost, která měla dalekosáhlé důsledky. Když přecházeli přes řeku, kde nebyl most, Hérakles ji přeplaval a Déianeiru svěřil kentaurovi Nessovi, který se nabídl, že ji přenese přes řeku na zádech. Tolik se mu ale zalíbila, že ji chtěl unést a Héraklés ho proto zasáhl jedním ze svých otrávených šípů. Nessos ještě v poslední chvíli stačil Déianeiře pošeptat, aby si uschovala jeho krev a v budoucnu, kdyby láska jejího manžela ochladla, ať krví potře jeho oděv a láska se znovu vrátí. Byla to Nessova pomsta, protože dobře věděl, že jeho otrávená krev způsobí Héraklovi neodvratnou smrt.
Žili spolu v lásce a shodě a měli spolu syny Hýlla, Glénea a Hodíta. Pak se ale Héraklés rozhodl vyrovnat si nevyrovnaný účet s králem Eurytem a za dávnou urážku ho zabil. Mezi zajatými byla i rusovlasá Iola, kterou když Hérakles uviděl, opět k ní vzplál starou láskou. Jakmile se do dozvěděla Déianeira, vzpomněla na Nessovu radu, potřela Héraklův plášť a poslala mu ho. Jed z otrávené krve vnikl pak Héráklovi do těla a ten po hrozných bolestech zemřel (v bájesloví se praví, že nezemřel, protože ho bohové vzali na Olymp a dali mu nesmrtelnost – místo na nebeské klenbě v blízkosti souhvězdí Hydry). Nešťastná Déianeira nato spáchala sebevraždu. Podle jedné verze se oběsila, podle druhé se proklála mečem na manželském lůžku.

## Odraz v umění
Antičtí i moderní umělci často zobrazovali Déianeiru v epizodě s kentaurem Nessem.

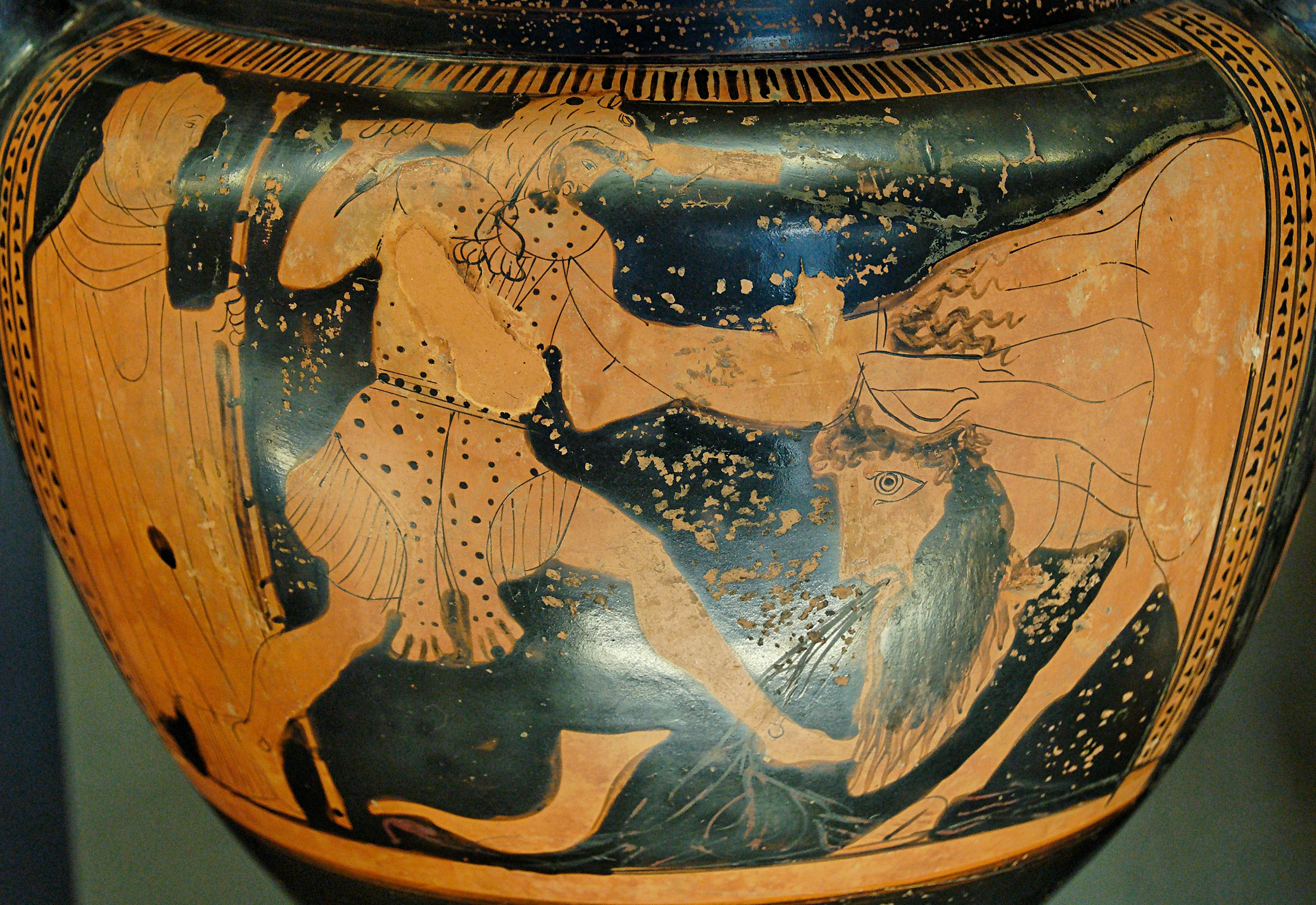
Boj Hérakla s Achelóem o Déianeiru
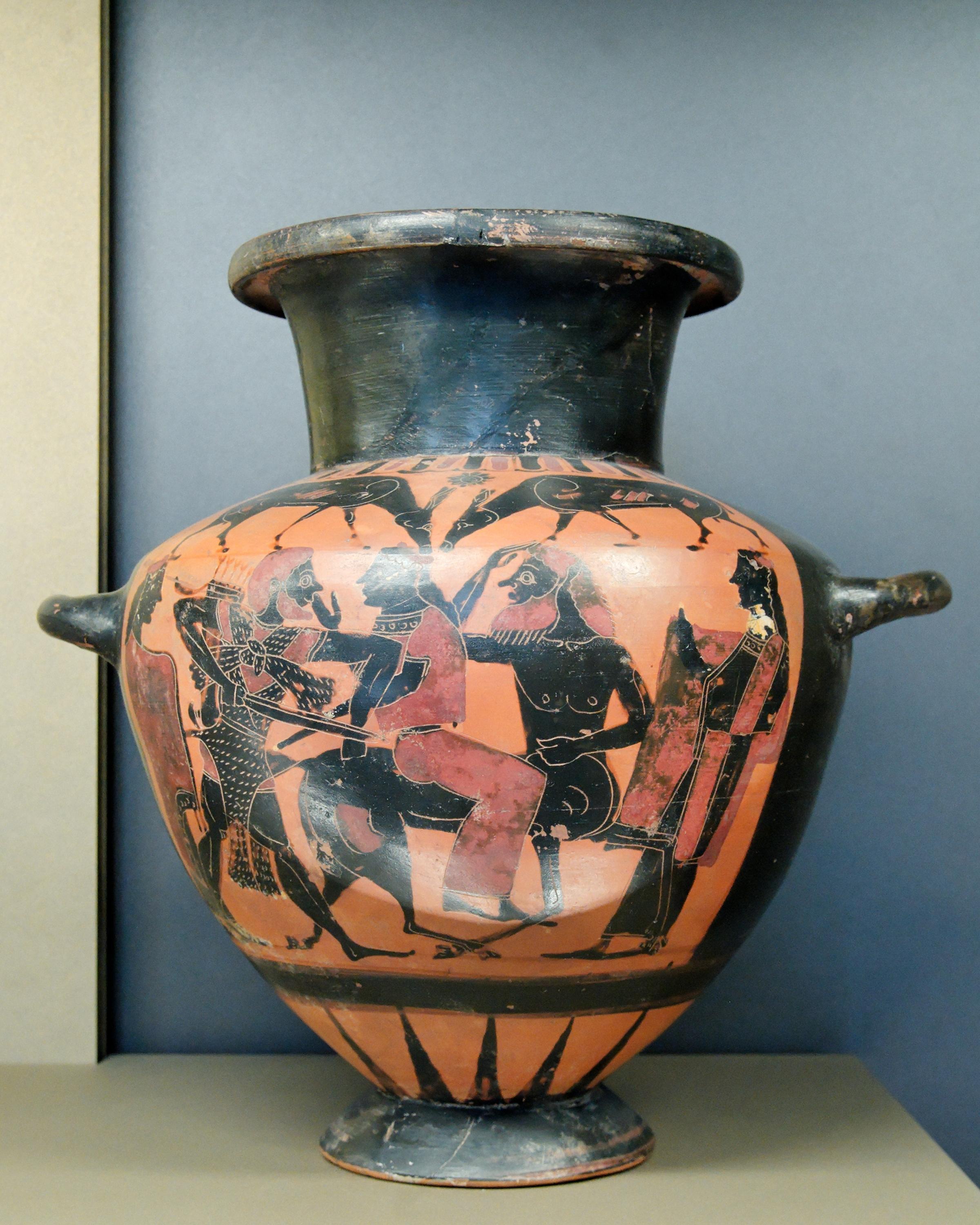
Hérakles, Déianeira a Nessos, antická černofigurová Hydro, asi 575-550 př. Kr.